# Cassia phyllodinea
Cassia phyllodinea är en ärtväxtart som beskrevs av Robert Brown. Cassia phyllodinea ingår i släktet Cassia och familjen ärtväxter. Inga underarter finns listade i Catalogue of Life.